# Chaltan Gharbi
Chaltan Gharbi (arab. خلطان غربي) – wieś w Syrii, w muhafazie Aleppo, w dystrykcie Afrin. W 2004 roku liczyła 335 mieszkańców.